# Херсонский земский банк
Здание Земского банка Херсонской губернии — памятник архитектуры местного значения в Одессе, расположенный по адресу: улица Садовая, 3.

## О банке
Земский банк Херсонской губернии был учреждён в мае 1864 года и располагался в Одессе. Целью создания банка было долгосрочное кредитование землевладельцев в регионе. Основной капитал в размере 100 тыс. руб. был сформирован за счёт полученной от российского правительства ссуды. По уставу действие созданного кредитного учреждения распространялось на Херсонскую, Екатеринославскую, Таврическую и Бессарабскую губернию.

## Здание

### Постройка
До начала строительства в 1882 году здания банка на этом месте в начале улицы Садовой находился сад графини Потоцкой. Дворовой корпус был построен в 1901 году.

### Использование
После установления советской власти, ввиду национализации банковского сектора, как и коммерческой недвижимости, банк был закрыт, в здании вплоть до оккупации Одессы Румынией было расположено управление Одесской железной дороги. После Великой Отечественной войны несколько лет в здании располагался районный комитет коммунистической партии Центрального района города Одесса. Затем, до 1962 года — центральный телеграф. После здание было передано энергетикам: городскому управлению электросетей, управлению электросетей энергокомбината, инспекции котлонадзора и «Одессаоблэнерго». В начале XXI века здание использовалось как бизнес-центр.

## Известные персоналии
В банке 22 года работал чертёжником художник Амвросий Ждаха.